# Lunner
Lunner ist eine Kommune im norwegischen Fylke Akershus. Die Kommune hat 9420 Einwohner (Stand: 1. Januar 2025). Verwaltungssitz ist die Ortschaft Roa.

## Geografie

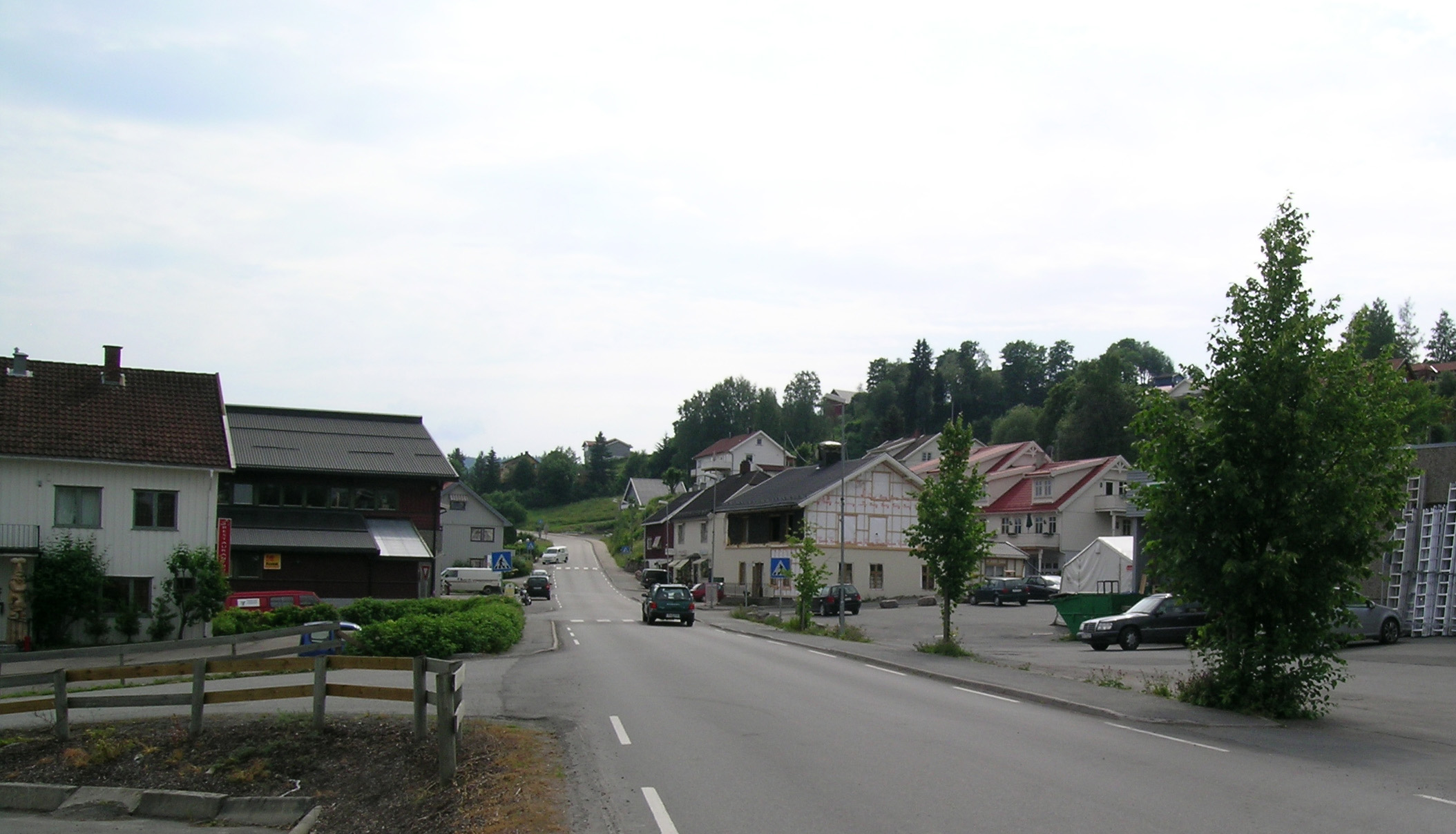
Blick auf die Ortschaft Lunner

Die Gemeinde Lunner grenzt an die Kommune Gran im Norden, Nannestad im Osten, Nittedal im Südosten, Oslo im Süden, Ringerike im Westen sowie an Jevnaker im Nordwesten. Die Grenze zu Gran stellt zugleich die Grenze zwischen den Provinzen Akershus und Innlandet dar, da Oslo ein eigenständiges Fylke ist, liegt auch an der dortigen Grenze eine Fylkesgrenze vor. In Lunner liegen mehrere Seen, so etwa Gjerdingen im Westen und das Harestuvatn im Südosten.
Die höchsten Erhebungen sind Venehaugane mit einer Höhe von 693,3 moh. und die Bislingflaka mit 693,2 moh.

## Einwohner
Seit etwa 1900 ist die Einwohnerzahl ansteigend, was vor allem auf die Nähe zu Oslo zurückgeführt wird. In der Gemeinde liegen mehrere sogenannte Tettsteder, also mehrere Ansiedlungen, die für statistische Zwecke als eine städtische Siedlung gewertet werden. Diese sind Lunner mit 974, Roa mit 978, Grua mit 1623 und Harestua mit 2498 Einwohnern (Stand: 1. Januar 2024).
Die Einwohner der Gemeinde werden Lunbying genannt. Offizielle Schriftsprache ist Bokmål, die weiter verbreitete der beiden norwegischen Sprachformen.
| Jahr          | 1986 | 1990 | 1995 | 2000 | 2005 | 2010 | 2015 | 2020 | 2025 |
| ------------- | ---- | ---- | ---- | ---- | ---- | ---- | ---- | ---- | ---- |
| Einwohnerzahl | 7616 | 7869 | 8049 | 8264 | 8505 | 8600 | 9003 | 9048 | 9420 |

## Geschichte
Die Kommune Lunner entstand zum 1. Januar 1898, als sie von Jevnaker abgespalten wurde. Lunner hatte zu diesem Zeitpunkt 2932 Einwohner, Jevnaker verblieb mit 3165 Einwohnern. Bis zum 31. Dezember 2019 gehörte Lunner der damaligen Provinz Oppland an. Diese ging im Zuge der Regionalreform in Norwegen größtenteils in die zum 1. Januar 2020 neu geschaffene Provinz Innlandet über. Die Gemeinde Lunner bildete dabei jedoch eine Ausnahme und wurde Teil von Viken und nach dessen Auflösung im Jahr 2024 Teil von Akershus.

## Wirtschaft und Infrastruktur

### Verkehr

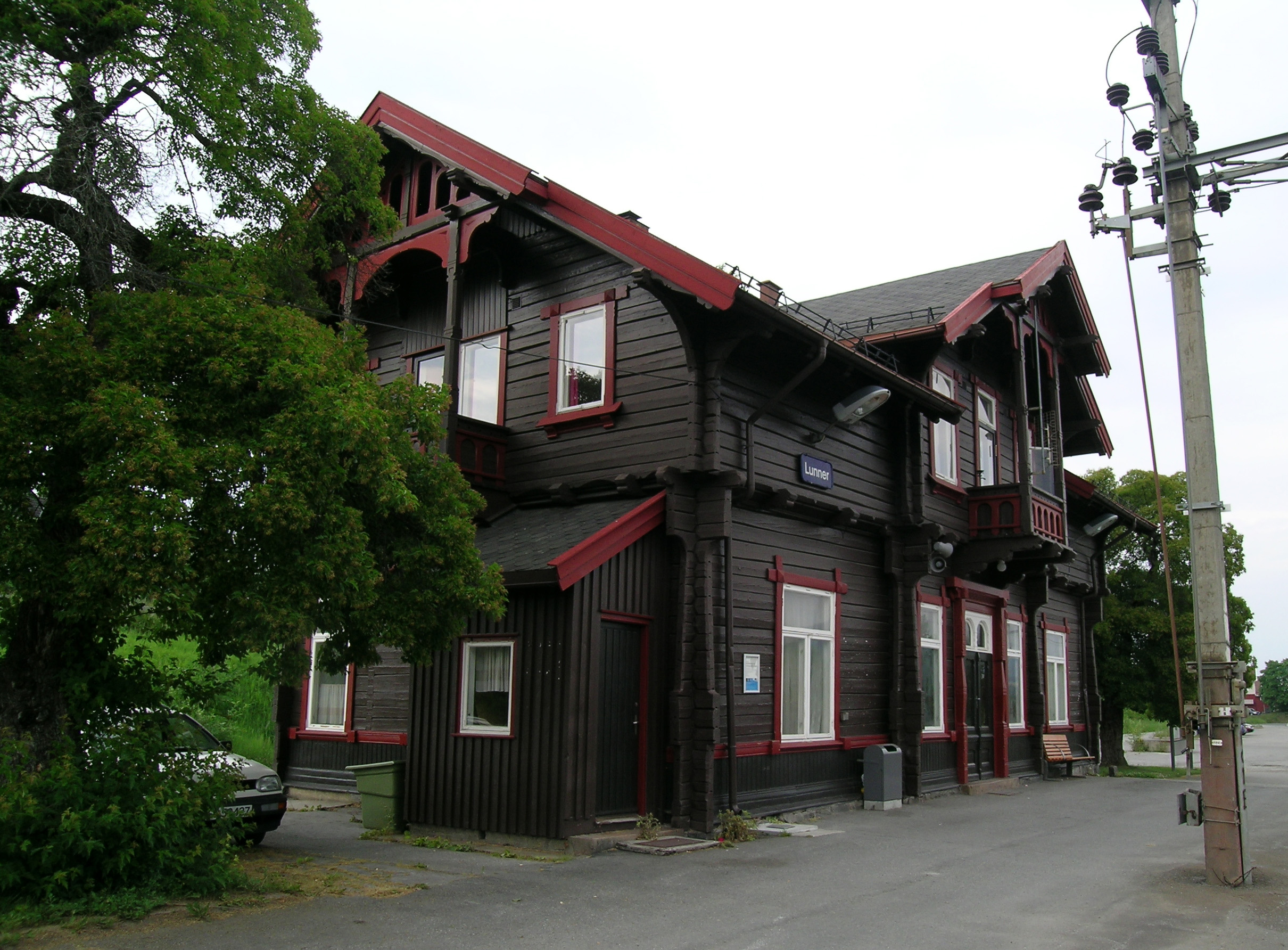
Bahnhof Lunner

Der Bahnhof Lunner liegt an der Gjøvikbane von Oslo nach Gjøvik. Der Bahnhof wurde im Jahr 1900, und somit zwei Jahre bevor die Gjøvikbane fertiggestellt worden war, eröffnet. Durch das Gebiet der Kommune verläuft außerdem die Nationalstraße Riksvei 4 (Rv4) nach Oslo. Im Norden der Gemeinde führt die Europastraße 16 (E16) an Roa vorbei. Die Straße stellt die Verbindung nach Hønefoss im Westen und nach Osten unter anderem zum Flughafen Oslo-Gardermoen her.

### Wirtschaft
Die Bedeutung von Land- und Forstwirtschaft sind rückläufig, wohingegen der Dienstleistungssektor seit den 1980er-Jahren an Wichtigkeit für die lokale Wirtschaft zunahm. Im Jahr 2020 arbeiteten von über 4500 Arbeitstätigen nur etwa 1370 in Lunner selbst, etwa 1170 waren in Oslo angestellt. Die weiteren Personen verteilten sich auf umliegende Kommunen wie Gran, Nittedal und Lillestrøm.

## Name und Wappen
Das seit 1986 offizielle Wappen der Kommune zeigt ein goldenes Maiglöckchen auf rotem Hintergrund. Lunner wurde im Jahr 1317 im Zusammenhang als a Lunnum erwähnt. Der Name leitet sich vermutlich vom altnordischen Wort „(h)lunnr“ ab, einem Begriff für einen runden Stock, der als Unterlage für etwas dient, das bewegt werden soll. Der konkrete Verwendungszweck der Stöcke, die den Ortsnamen prägen, ist unbekannt.

## Persönlichkeiten
- Thomas Stryken (1894–1973), Radrennfahrer
- Ivar Ballangrud (1904–1969), Eisschnellläufer
- Henry Hermansen (1921–1997), Biathlet und Langläufer
- Jorun Askersrud-Tangen (1929–2012), Sportlerin
- Ann-Helen Fjeldstad Jusnes (* 1956), lutherische Geistliche und Theologin